# Al Lopez
Alfonso Ramon „Al“ Lopez (* 20. August 1908 in Tampa, Florida; † 30. Oktober 2005 ebenda) war ein US-amerikanischer Baseballspieler und -manager in der Major League Baseball (MLB). 

## Biografie
Al Lopez begann seine Karriere als Catcher im professionellen Baseball in den Minor Leagues 1924 in seiner Heimatstadt Tampa. Sein erstes Spiel in der National League bestritt er am 27. September 1928 für die Brooklyn Dodgers, deren Stammcatcher er ab 1930 wurde. 1936 wechselte er zu den Boston Braves, für die er bis 1940 spielte. Seine dritte Station in der National League waren die Pittsburgh Pirates von 1940 bis 1946. Seine letzte Station als Spieler waren die Cleveland Indians in der American League, für die Lopez am 16. September 1947 sein letztes Spiel bestritt.
Als Spieler war Al Lopez nicht herausragend, als Schlagmann erreichte er nur in drei seiner insgesamt 19 Spielzeiten einen besseren Schlagdurchschnitt als 27,5 %. Insgesamt kam er auf einen Schlagdurchschnitt von 26,1 %, 51 Home Runs, 613 Runs und 651 RBI. Herausragend war aber seine Ausdauer. Ohne große Verletzungen bestritt er in seiner Karriere 1918 Spiele als Catcher, ein Rekord, der für diese Feldposition erst im Jahre 1987 durch Bob Boone gebrochen werden sollte. Sein Rekord alleine für die National League mit 1861 Spielen wurde erst drei Jahre später durch Gary Carter gebrochen.
Weitaus erfolgreicher verlief seine Karriere als Manager. 1951 übernahm er das Team der Cleveland Indians. 1954 stellte er mit 111 Siegen einen neuen Rekord für Siege in einer Saison für die American League auf, der erst 1998 und 2001 von den New York Yankees und den Seattle Mariners überboten werden konnte. Allerdings musste er in der World Series gegen die New York Giants eine deutliche Niederlage in vier Spielen hinnehmen. Außer in der Meisterschaftssaison belegten die Indians unter Lopez jeweils den zweiten Platz.
1957 wechselte Al Lopez dann zu den Chicago White Sox. Auch mit ihnen konnte er eine Meisterschaft in der AL feiern. 1959 gelang der Titelgewinn, aber erneut konnte er sein Team in der World Series nicht zum Triumph führen, die Los Angeles Dodgers behielten in sieben Spielen die Oberhand. Lopez war damit der einzige Manager in der American League, der den Yankees zwischen 1949 und 1964 einen Titel abnehmen konnte. Bis 1965 war er bei den White Sox tätig, in den Jahren 1968 und 1969 kehrte er nochmals für kurze Zeit auf den Managerposten zurück.
Seine Bilanz als Manager lautet auf 1422 Siege bei 1046 Niederlagen. Damit ist er der vierterfolgreichste Manager, der mindestens bei 2000 Spielen die Verantwortung trug.
1977 wurde Al Lopez durch das Veterans Committee in die Baseball Hall of Fame aufgenommen. 2005 verstarb er im Alter von 97 Jahren, zwei Tage, nach dem die White Sox erstmal nach 1917 wieder die World Series gewinnen konnten und zuvor die Meisterschaft in der American League erstmals seit 1959 wieder gewonnen hatte. Al Lopez war der letzte lebende Spieler des Major League Baseballs der 1920er Jahre gewesen.